# Fladstrand Kirke
Koordinaten: 57° 27′ 1,9″ N, 10° 32′ 4″ O

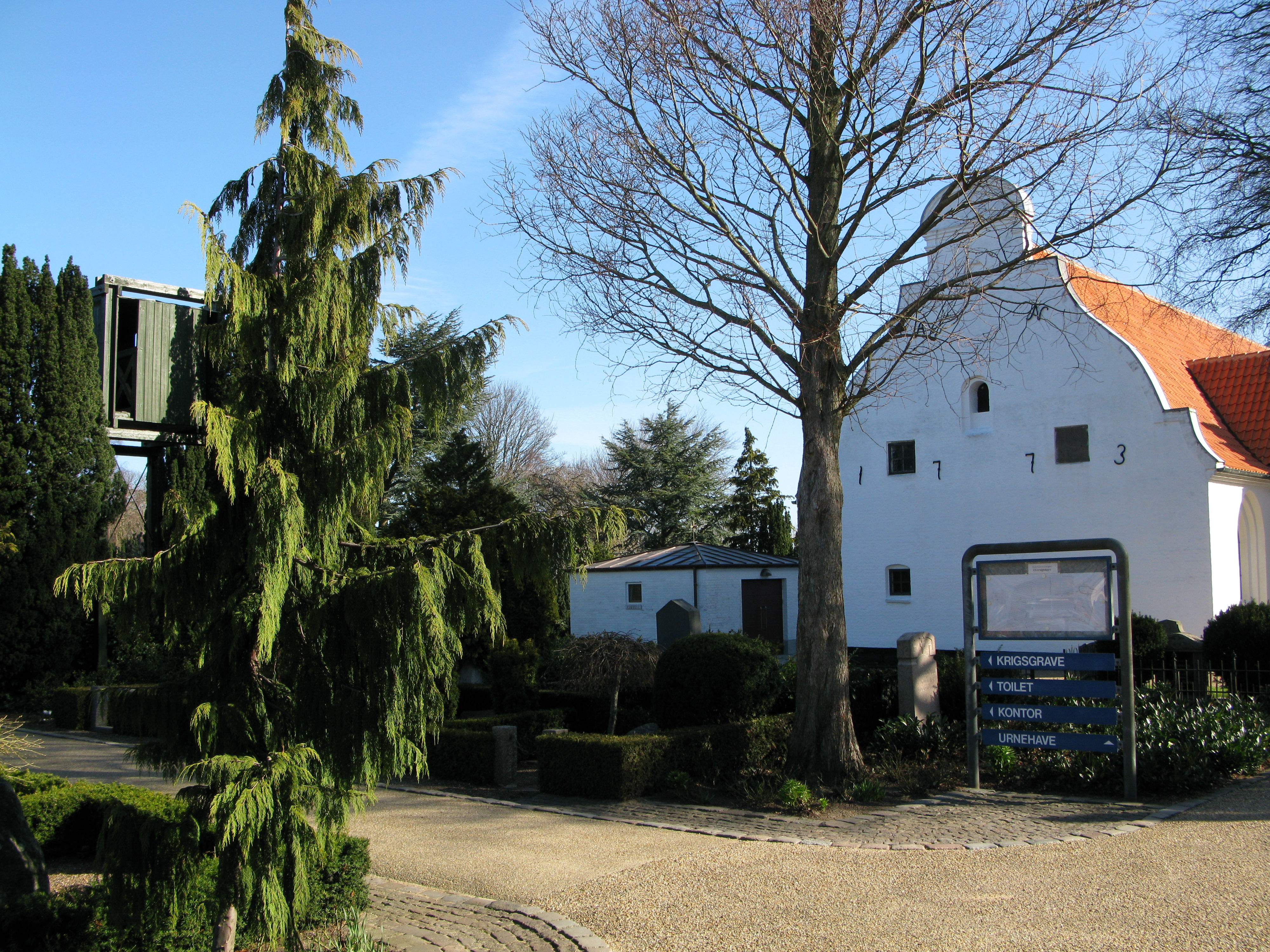
Fladstrand Kirke mit Friedhof und Glockenturm

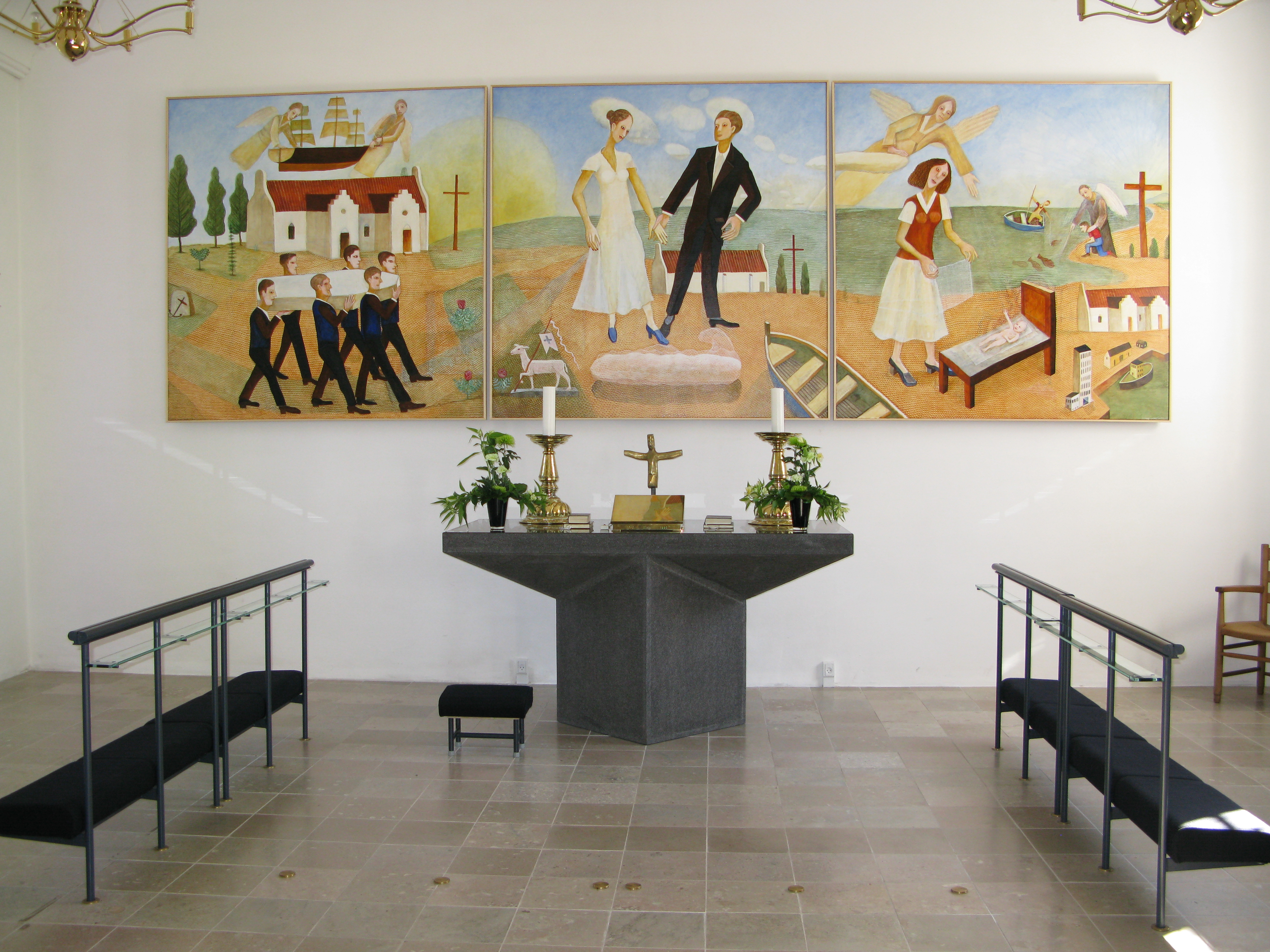
Altar der Fladstrand Kirke

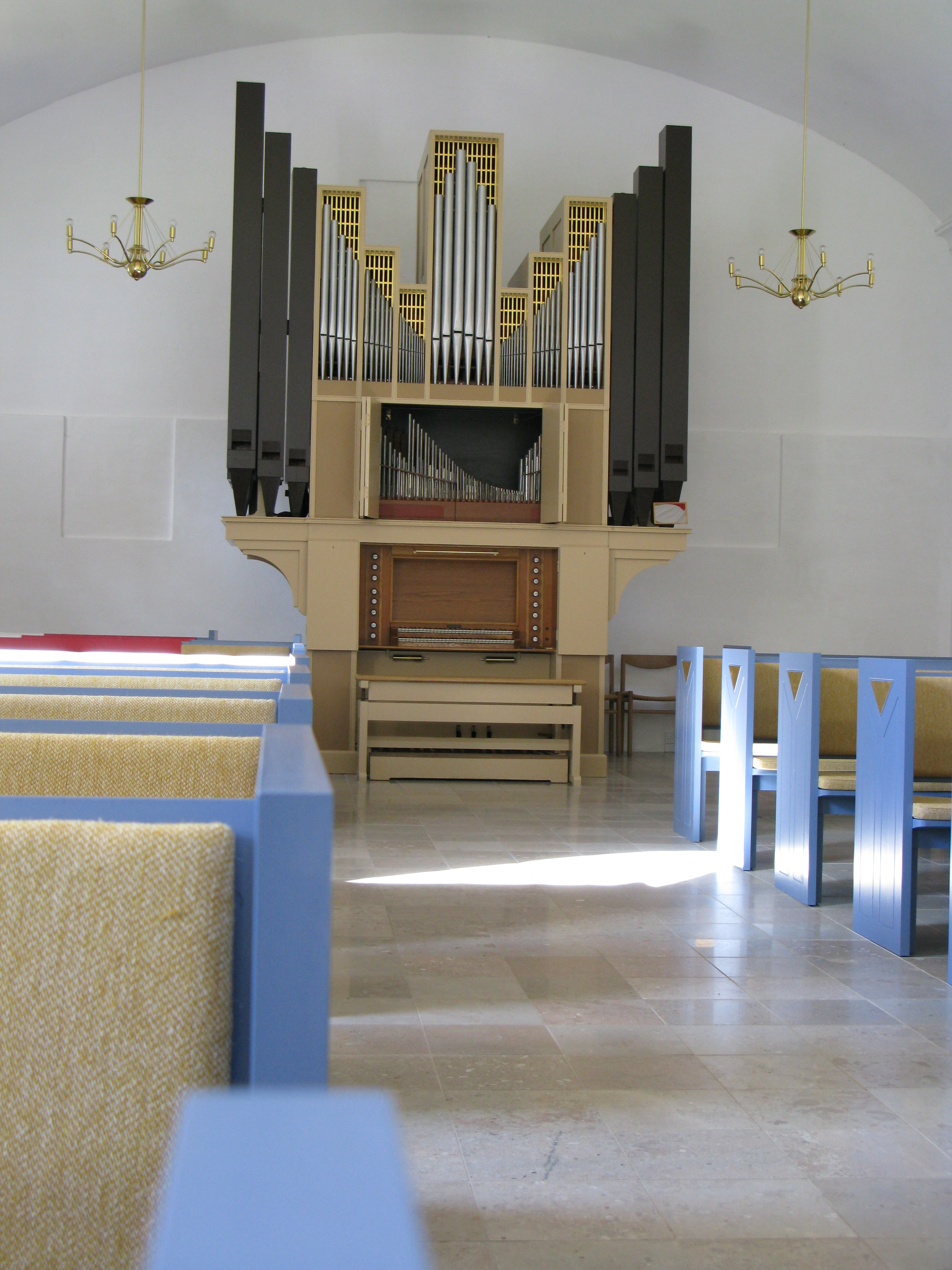
Orgel der Fladstrand Kirke

Die Fladstrand Kirke (Fladstrand-Kirche) ist zusammen mit der Abildgård Kirke Gemeindekirche der dänischen Kirchspielgemeinde Abildgård Sogn in Frederikshavn. Diese gehört der dänischen Volkskirche in der Frederikshavn Provsti des Bistums Aalborg an.

## Geschichte
Die Fladstrand Kirke wurde in den Jahren 1688 bis 1690 erbaut. Die Weihe wurde am 24. April 1690 durch Bischof Heinrich Bornemann vorgenommen. Ursprünglich war die Fladstrand Kirke einzige Kirche für den Fischerort Fladstrand und später der Stadt Frederikshavn. Mit dem großen Wachstums Frederikshavns war schließlich eine größere Kirche notwendig, sodass 1892 die Frederikshavn Kirke eingeweiht wurde. Die Fladstrand Kirke mit ihrem angrenzenden Friedhof wurde nur noch als Kapelle für Beisetzungen genutzt.
Anfang des 20. Jahrhunderts wurde im Süden Frederikshavns die Bangsbostrand Kirke errichtet, um die Frederikshavn Kirke zu entlasten.
Nach dem Zweiten Weltkrieg wuchs Frederikshavn weiter rasant, sodass 1964 die Kirchengemeinde Frederikshavn aufgeteilt wurde in den Abildgård Sogn, Bangsbostrand Sogn und Frederikshavn Sogn. Die Abildgård-Gemeinde erhielt zunächst die Fladstrand Kirke als Pfarrkirche, die allerdings zu klein war, sodass schließlich am Donnerstag, dem 7. August 1969 der Grundstein der Abildgård Kirke vom damaligen Aalborger Bischof Erik Jensen gelegt wurde. Die drei Frederikshavner Gemeinden gestalten abwechselnd Gottesdienste in der Fladstrand Kirke.

## Architektur
Die 1690 geweihte Kirche ist in ihrer äußeren Gestalt weitestgehend erhalten. Der heutige Glockenstuhl mit der Bronzeglocke von 1687 wurde erst im 20. Jahrhundert errichtet. Wegen Holzwurmbefalls musste 2008 das gesamte Inventar der Kirche erneuert werden. In diesem Zuge wurde ein neuer Dachstuhl und ein Nebengebäude auf der Nordseite errichtet. Der Altar von 1868, der Jesus am See Genezareth zeigte, konnte nicht erhalten werden. An seiner Stelle ist ein moderner Altar aus einem Block Granit getreten mit Altartafeln von Seppo Mattinen. Die Orgel stammt von Marcussen & Søn und hat 16 Stimmen verteilt auf zwei Manuale und Pedal.